# Ariane Labed

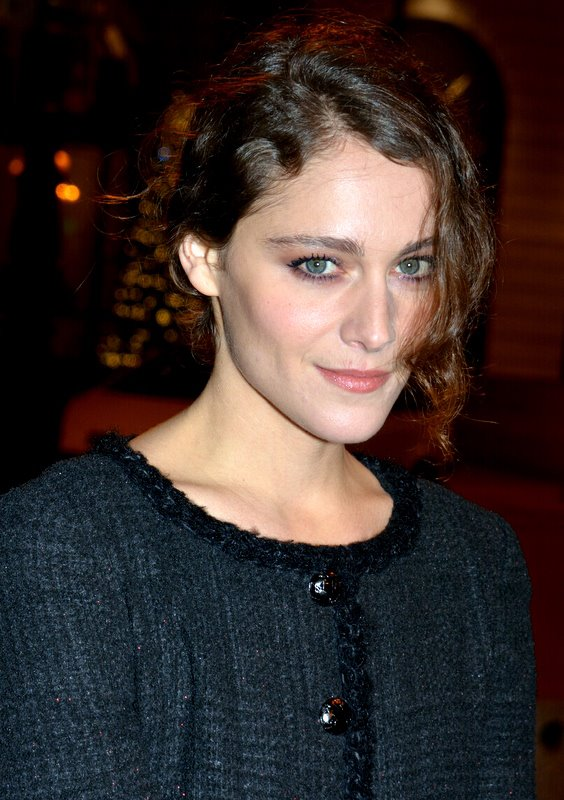
Ariane Labed (2015)

Ariane Labed (* 8. Mai 1984 in Athen, Griechenland) ist eine französische Theater- und Filmschauspielerin, die auch als Regisseurin und Drehbuchautorin tätig ist.

## Leben
Labed, Tochter französischer Eltern, wurde in Griechenland geboren, wo sie auch Teile ihrer Kindheit verbrachte. Ariane Labed lebte in ihrer Jugend ebenfalls in Deutschland und Frankreich, wo sie zehn Jahre lang Tanz studierte. Ein Kunststudium führte sie an die Universität der Provence in Marseille.
In Frankreich arbeitete Labed u. a. als Tänzerin für das Theaterensemble Les gens d’enface und in Avignon als Marionettenspielerin. 2005 gründete sie gemeinsam mit französischen, griechischen und mexikanischen Künstlern die internationale Theatergruppe Vasistas, die ihren Sitz in Athen und Marseille hat und sich dem experimentellen Theater widmete. Als Schauspielerin stand Labed ab Mitte der 2000er Jahre in einigen Aufführungen des Ensembles auf der Bühne. Auch führten sie Engagements an das Athener Nationaltheater (Faust, 2008/09; Alkistis, 2009).
Einem internationalen Publikum wurde die Französin durch ihre erste Filmrolle in Athina Rachel Tsangaris griechischsprachigem Spielfilm Attenberg (2010) bekannt. In dem von Giorgos Lanthimos koproduzierten Drama übernahm sie die Hauptrolle einer jungen Griechin, die in einer gesichtslosen Arbeiterstadt an der Küste lebt und mit der Krebskrankheit ihres Vaters und ersten sexuellen Erfahrungen konfrontiert wird. Der Part der Marina brachte Labed 2010 bei den 67. Internationalen Filmfestspielen von Venedig die Coppa Volpi als beste Darstellerin ein, wo sie sich u. a. gegen die spätere Oscar-Preisträgerin Natalie Portman (Black Swan) und die Österreicherin Sophie Rois (Drei) durchsetzen konnte. Ihren griechischsprachigen Text hatte sie phonetisch erlernt. Monate nach dem Triumph in Venedig erhielt Labed 2011 mit dem Hellenic Film Academy Award auch den wichtigsten griechischen Filmpreis als beste Darstellerin zugesprochen.
Nach dem Erfolg im griechischen Kino arbeitete Labed mit Giorgos Lanthimos an dem Film Alpen zusammen, der 2011 ebenfalls eine Einladung in den Wettbewerb von Venedig erhielt. Alpen erzählt von einer Gruppe Menschen, die als Doubles für Verstorbene bezahlt wird. Drei Jahre später erhielt Labed für ihre Darstellung der Schiffsingenieurin Alice in Lucie Borleteaus dokumentarisch anmutendem Spielfilm Alice und das Meer den Darstellerpreis des Internationalen Filmfestivals von Locarno zugesprochen. Mit dem ebenfalls im Rahmen des Festival gezeigten Film Love Island von Jasmila Žbanić bekleidete Labed erstmals eine Hauptrolle in einer Filmkomödie.
Den internationalen Durchbruch schaffte sie 2016 an der Seite von Michael Fassbender in der Videospiele-Verfilmung Assassin’s Creed. Im selben Jahr wurde bekannt gegeben, dass Labed 2017 erstmals bei den Salzburger Festspielen in einer Inszenierung von Athina Rachel Tsangari (Lulu) zu sehen sein wird.
Neben ihrer Schauspielkarriere inszenierte Labed den preisgekrönten Kurzfilm Olla (2019) und beteiligte sich als Regisseurin auch an dem Episodenfilm Bedrängt, bedroht, belästigt – 24 Frauen, 24 Geschichten (2021). Im Jahr 2024 wurde ihr Spielfilmdebüt September & July in die Sektion Un Certain Regard der 77. Internationalen Filmfestspiele von Cannes eingeladen.
Nach Aufenthalten in Paris und London lebt Ariane Labed seit dem Brexit überwiegend in Athen. Sie ist seit 2013 mit dem griechischen Regisseur Giorgos Lanthimos verheiratet.

## Theaterstücke
- 2006: Get Over It (Produktion: Vasistas)
- 2007: Little Red and Her Riding Hood – Me and my Wolf (Vasistas)
- 2008/2009: Silence (Vasistas)
- 2008/09: Faust – Regie: Argyro Chioti (Nationaltheater, Athen)
- 2009: Alkistis – Regie: Thomas Moschopoulos (Nationaltheater, Athen)
- 2009: Cassandre – Regie: Benedetto Marcello (Vasistas/Phormigx Concert Agency)

## Filmografie

### Film- und Fernsehrollen
- 2010: Attenberg
- 2011: Alpen (Alpis)
- 2012: The Capsule (Kurzfilm)
- 2013: Before Midnight
- 2013: Une place sur la Terre
- 2014: Magic Men
- 2014: High and Dry (Kurzfilm)
- 2014: La diagonale du fils (Kurzfilm)
- 2014: Love Island
- 2014: Alice und das Meer (Fidelio, L’odyssée d’Alice)
- 2015: The Lobster
- 2015: Préjudice
- 2015: Despite the Night (Malgré la nuit)
- 2016: Seances
- 2016: Black Mirror (Fernsehserie, Folge 3x05)
- 2016: Die Welt sehen (Fernsehtitel: Wir waren im Krieg) (Voir du pays)
- 2016: Assassin’s Creed
- 2018: Maria Magdalena (Mary Magdalene)
- 2018: Ad Vitam (Fernsehserie, 6 Folgen)
- 2019: Olla (Kurzfilm)
- 2019: The Souvenir
- 2020: Trigonometry
- 2021: The Souvenir Part II
- 2021–2022: L’Opéra – Dancing in Paris (L’Opéra, Fernsehserie, 2 Staffeln, je 8 Folgen)
- 2022: Flux Gourmet
- 2023: Avant l’effondrement
- 2023: Le Vourdalak
- 2024: Swimming Home
- 2024: Der Brutalist (The Brutalist)

### Regie
- 2019: Olla (Kurzfilm, auch Drehbuch)
- 2021: Bedrängt, bedroht, belästigt – 24 Frauen, 24 Geschichten (H24, Episodenfilm)
- 2024: September & July (September Says, auch Drehbuch)

## Auszeichnungen
- 2010: Coppa Volpi als beste Darstellerin der Internationalen Filmfestspiele von Venedig für Attenberg
- 2011: Darstellerpreis (Prix Mademoiselle Ladubay) des Filmfestivals Premiers plans in Angers für Attenberg[10]
- 2011: Hellenic Film Academy Award als beste Darstellerin für Attenberg
- 2012: Lobende Erwähnung auf dem Sofia International Film Festival für Alpen
- 2014: Darstellerpreis des Internationalen Filmfestivals von Locarno für Alice und das Meer
- 2015: Nominierung für den César 2015 als Beste Nachwuchsdarstellerin für Alice und das Meer
- 2022: A.C.S. Award der L’Association des Critiques de Séries als beste Schauspielerin für L’Opéra (Staffel 1)[11]
- 2023: Nominierung für den A.C.S. Award der L’Association des Critiques de Séries als beste Darstellerin in einer Fernsehserie (40 Minuten) für L’Opéra (Staffel 2)[12]